# Virgen de los claveles
La Virgen de los claveles (en italiano La Madonna dei garofani) es una pintura atribuida al artista renacentista italiano Rafael Sanzio, que data de 1506-1507. Es una pintura al óleo sobre madera de frutal con unas dimensiones de 28,8 centímetros de alto y 22,8 cm de ancho. Se conserva en la National Gallery de Londres, Reino Unido, donde se exhibe con el título de Madonna of the Pinks.

## Historia
El tema y tamaño de la pintura, poco más grande que un Libro de Horas, sugiere que puede haber sido una ayuda portátil a la devoción privada. La identidad del comitente original es desconocida, aunque un inventario de los años 1850 sugiere que fue un encargo de Maddalena degli Oddi, miembro de una prominente familia de Perugia, después de haber recibido las órdenes sagradas.
En el siglo XIX fue propiedad del pintor Vincenzo Camuccini y luego pasó al Castillo de Alnwick en el Reino Unido.

## Análisis
La pintura representa a una joven Virgen María jugando con el Niño Jesús y dándole claveles. Estas flores, cuyo nombre botánico es dianthus , en griego «flor de Dios», son una premonición de la Pasión de Cristo -según la leyenda cristiana, la primera flor que apareció cuando la Virgen María lloró en el Calvario. El acontecimiento tiene lugar en una ambientación doméstica con iluminación apagada, influencia del arte neerlandés. La composición se basa muy de cerca en la Madona Benois de Leonardo da Vinci, aunque el esquema de color de azules y verdes que une a la Virgen con el paisaje es rafaelesca. Aunque la ventana con arcos es un paisaje con un edificio en ruinas, simbolizando la caída del mundo pagano con el nacimiento de Cristo.

## Autoría
Sólo en 1991 se identificó como un genuino rafael, por el erudito renacentista Nicholas Penny. Aunque los estudiosos de Rafael sabían de la existencia de la obra, que había colgado en el castillo de Alnwick desde 1853, consideraban que era meramente la mejor de varias copias de un original perdido. Después de un amplio llamamiento público, la Virgen de los claveles fue adquirida en 2004 al Duque de Northumberland por veintidós millones de libras esterlinas, con contribuciones del Heritage Lottery Fund y el National Art Collections Fund. Para justificar tal gasto marchó en una gira por todo el país, a Mánchester, Cardiff, Edinburgh y Barnard Castle.
En verano de 2006 una investigación publicada en línea alegó que la atribución de Nicholas Penny y la defensa asociada de ella publicada por la National Gallery se basan en un análisis incompleto, argumentos insostenibles e interpretaciones equivocadas.